# Внутренняя рыба. История человеческого тела с древнейших времён до наших дней
Внутренняя рыба. История человеческого тела с древнейших времён до наших дней (англ. Your Inner Fish: A Journey into the 3.5-Billion-Year History of the Human Body) — научно-популярная книга американского палеонтолога, эволюционного биолога и одного из первооткрывателей тиктаалика Нила Шубина, опубликованная в 2008 году. Книга описывает человеческую анатомию с опорой на научные знания о других видах, обитающих на планете или давно вымерших.

## Содержание
В ходе летней экспедиции в Арктику, в которой участвовал Нил Шубин, был обнаружен вид ископаемых лопастепёрых рыб тиктаалик, обитавших на планете примерно 375 миллионов лет назад. Это открытие пролило немало
света на выход позвоночных на сушу, ставших переходными формами между рыбами и земноводными. По признанию автора, эта находка пробудила в нём желание разобраться в глубинной связи, существующей между рыбами и людьми.

## Отзывы
Мария Елифeрова из сетевого издания «Горький» отзывается о книге положительно, подчёркивая простоту и ясность изложения данных сравнительной генетики, и считает повествование о научных открытиях и экспедициях особо увлекательными для российских читателей. Также по мнению рецензента, «для нас эта книга отчасти воскрешает советскую научно-исследовательскую романтику 60-х — и одновременно с тем завораживает картиной единства всего живого». В положительном обзоре New Scientist руку Шубина, развившаяся из рыбьего плавника, называют убедительный примером мощи эволюции. The Observer, основываясь на тезисах из книги относительно множества унаследованных человеком несовершенных органов и систем, резюмирует «что если верховное существо отвечает за создание жизни на земле, от бактерий до людей, он или она проявили скудный интеллект». Рецензент Kirkus Reviews уверен, что даже читатели с дилетантским знанием эволюции узнают изумительные вещи о единстве всех организмов с самого зарождения жизни. Палеоантрополог Иэн Таттерсаль назвал «Внутреннюю рыбу» идеальной книгой для тех, кто хочет исследовать антропологию за рамками обычного антропоцентрического отчета о человеческом происхождении. Литературный критик Лиза Бергер в своей рецензии на книгу «Коммерсанту» высоко оценила работу Шубина и назвала её практическим приложением к «Происхождению видов».

## Документальный фильм
В 2015 году BBC выпустил трёхсерийный документальный научно-популярный фильм Your Inner Fish: An Evolution Story, ведущим которого был Нил Шубин. В первой серии Your Inner Fish (рус. «Внутренняя рыба») Шубин рассказывает удивительную историю, полную странных фактов и интересных событий, которая началась 375 миллионов лет назад. Вторая серия Your Inner Reptile (рус. «Внутренняя рептилия») прослеживает эволюцию животных, населявших землю 195 миллионов лет назад. В третьей и последней серии Your Inner Monkey (рус. «Внутренняя обезьяна») палеонтолог прослеживает нашу связь с остальными приматами.